# Geranomyia sorbillans
Geranomyia sorbillans är en tvåvingeart som först beskrevs av Christian Rudolph Wilhelm Wiedemann 1828.  Geranomyia sorbillans ingår i släktet Geranomyia och familjen småharkrankar. Inga underarter finns listade i Catalogue of Life.